# The Glow-Worm
"The Glow-Worm" – piosenka z gatunku muzyki rozrywkowej. Muzykę do niej skomponował Paul Lincke. Niemieckie słowa zostały napisane przez Boltena Heinz-Backersa a angielskie przez Johnny Mercer'a. Piosenka została opublikowana w 1902 roku. Jego oryginalny niemiecki tytuł to "Glühwürmchen".
Prawdopodobnie najbardziej znane nagranie utworu zostało sporządzone przez Mills Brothers z Hal McIntyre Orchestra w 1952 roku.